# Neuseeländische Frauen-Cricket-Nationalmannschaft in Südafrika in der Saison 2016/17
Die Tour der neuseeländischen Cricket-Nationalmannschaft nach Südafrika in der Saison 2016/17 fand vom 8. bis zum 24. Oktober 2018 statt. Die internationale Cricket-Tour war Bestandteil der Internationalen Cricket-Saison 2016/17 und umfasste sieben WODIs. Neuseeland gewann die Serie 5–2.

## Vorgeschichte
Für beide Mannschaften war es die erste Tour der Saison.
Das letzte Aufeinandertreffen der beiden Mannschaften bei einer Tour fand in der Saison 1998/99 in Neuseeland statt.

## Stadien
Die folgenden Stadien wurden für die Tour als Austragungsort vorgesehen.
| Stadion               | Stadt     | Kapazität | Spiele       |
| --------------------- | --------- | --------- | ------------ |
| De Beers Diamond Oval | Kimberley | 11.000    | 1. – 3. WODI |
| Boland Park           | Paarl     | 10.000    | 4. – 7. WODI |

## Kaderlisten
Südafrika benannte seinen Kader am 7. Oktober 2016.
| WODI | WODI |
| Südafrika | Neuseeland |
| --- | --- |
| - Dane van Niekerk (K) - Moseline Daniels - Dinesha Devnarain - Lara Goodall - Sinalo Jafta - Marizanne Kapp - Ayabonga Khaka - Odine Kirsten - Masabata Klaas - Lizelle Lee - Suné Luus - Mignon du Preez - Andrie Steyn - Chloe Tryon - Laura Wolvaardt | - Suzie Bates (K) - Erin Bermingham - Samantha Curtis - Sophie Devine - Maddy Green - Holly Huddleston - Leigh Kasperek - Katey Martin - Thamsyn Newton - Morna Nielsen - Katie Perkins - Rachel Priest - Hannah Rowe - Amy Satterthwaite - Lea Tahuhu |

## Tour Matches
| 4. Oktober Scorecard | Kimberley | Neuseeland 298-6 (50)           | – | South Africa Emerging Players 161-9 (50) |
|                      |           | Neuseeland gewinnt mit 137 Runs |   |                                          |

## Women’s One-Day Internationals

### Erstes WODI in Kimberley
| 8. Oktober Scorecard | Kimberley | Neuseeland 127 (40.1)          | – | Südafrika 115 (42.2) |
|                      |           | Neuseeland gewinnt mit 12 Runs |   |                      |

Südafrika gewann den Münzwurf und entschied sich als Feldmannschaft zu beginnen. Als Spielerin des Spiels wurde Amy Satterthwaite ausgezeichnet.

### Zweites WODI in Kimberley
| 11. Oktober Scorecard | Kimberley | Neuseeland 222-8 (50)           | – | Südafrika 226-6 (49.1) |
|                       |           | Südafrika gewinnt mit 4 Wickets |   |                        |

Süadfrika gewann den Münzwurf und entschied sich als Feldmannschaft zu beginnen. Als Spielerin des Spiels wurde Mignon du Preez ausgezeichnet.

### Drittes WODI in Kimberley
| 13. Oktober Scorecard | Kimberley | Südafrika 188-9 (50)             | – | Neuseeland 190-1 (33.1) |
|                       |           | Neuseeland gewinnt mit 9 Wickets |   |                         |

Südafrika gewann den Münzwurf und entschied sich als Schlagmannschaft zu beginnen. Als Spielerin des Spiels wurde Holly Huddleston ausgezeichnet.

### Viertes WODI in Paarl
| 17. Oktober Scorecard | Paarl | Südafrika 194 (49)               | – | Neuseeland 196-2 (28.2) |
|                       |       | Neuseeland gewinnt mit 8 Wickets |   |                         |

Neuseeland gewann den Münzwurf und entschied sich als Feldmannschaft zu beginnen. Als Spielerin des Spiels wurde Amy Satterthwaite ausgezeichnet.

### Fünftes WODI in Paarl
| 19. Oktober Scorecard | Paarl | Neuseeland 208-8 (50)          | – | Südafrika 113 (35.5) |
|                       |       | Neuseeland gewinnt mit 95 Runs |   |                      |

Neuseeland gewann den Münzwurf und entschied sich als Schlagmannschaft zu beginnen. Als Spielerin des Spiels wurde Natalie Dodd ausgezeichnet.

### Sechstes WODI in Paarl
| 22. Oktober Scorecard | Paarl | Neuseeland 130 (33.3)           | – | Südafrika 131-5 (37.4) |
|                       |       | Südafrika gewinnt mit 5 Wickets |   |                        |

Südafrika gewann den Münzwurf und entschied sich als Feldmannschaft zu beginnen. Als Spielerin des Spiels wurde Masabata Klaas ausgezeichnet.

### Siebtes WODI in Paarl
| 24. Oktober Scorecard | Paarl | Neuseeland 273-7 (50)           | – | Südafrika 147 (45.5) |
|                       |       | Neuseeland gewinnt mit 126 Runs |   |                      |

Neuseeland gewann den Münzwurf und entschied sich als Schlagmannschaft zu beginnen. Als Spielerin des Spiels wurde Katey Martin ausgezeichnet.

## Auszeichnungen

### Player of the Series
Als Player of the Series wurden der folgende Spieler ausgezeichnet.
| Serie | Player of the Series |
| ----- | -------------------- |
| WODI  | Amy Satterthwaite    |

### Player of the Match
Als Player of the Match wurden die folgenden Spielerinnen ausgezeichnet.
| Spiel   | Player of the Match |
| ------- | ------------------- |
| 1. WODI | Amy Satterthwaite   |
| 2. WODI | Mignon du Preez     |
| 3. WODI | Holly Huddleston    |
| 4. WODI | Amy Satterthwaite   |
| 5. WODI | Natalie Dodd        |
| 6. WODI | Masabata Klaas      |
| 7. WODI | Katey Martin        |